# I bez tečky
ı (zadní temné i) je grafém latinky používaný v turečtině, ázerbájdžánštině a v latinských verzích kazaštiny a tatarštiny. Toto písmeno se vyskytuje stejně jako písmena ĸ, ß nebo ſ jen v malé formě, odpovídající velké písmeno je klasické I.
Ve všech těchto jazycích je to zavřená zadopatrová samohláska, její fonetický symbol je [ɯ].
Ve slově Diyarbakır [dijaɾˈbakɯɾ] se nachází jak i s tečkou, tak bez tečky. Každé se však čte jinak.
Při používání některých fontů se může stát, že kvůli ligatuře "fi" tečka nad písmenem "i" zmizí spojením s malým "f". Těmto případům by se uživatelé při zápisu jazyků používajících také "ı" měli vyhnout.